# Monolord
Monolord est un groupe suédois de stoner doom, originaire de Göteborg.

## Histoire
Monolord est formé en 2013 à Göteborg par le chanteur et guitariste Thomas V Jäger, le bassiste Mika Häkki et le batteur Esben Willems. L'année suivante, le premier album Empress Rising sort sur le label californien Easy Rider Records (rebaptisé par la suite RidingEasy Records). Un an plus tard, le deuxième album Vænir suivait déjà. Suivirent en automne 2015 des concerts en première partie de Windhand et en 2016 une tournée en tant que tête d'affiche en Amérique du Nord avec Beastmaker et Sweet Lodge. En 2017, le troisième album studio Rust sort. L'année 2018 est de nouveau marquée par de nombreuses performances live, notamment en tant que première partie de la tournée européenne de Kadavar ainsi que lors de festivals comme le Metal Hammer Paradise. À l'automne 2018, la signature du groupe avec le label Relapse Records est annoncée, qui sort en 2019 son quatrième album studio, No Comfort, qui se classe 20e au Billboard Independent Albums.
Pendant la période d'inactivité due à la pandémie de Covid-19, le single I'm Staying Home sort début 2021. Il s'agit certes d'un morceau restant de l'enregistrement de No Comfort, mais les paroles de la chanson sont réenregistrées afin de les adapter à la situation actuelle. Ainsi, le chanteur Thomas V Jäger commente le morceau par Stay the Fuck Home. En octobre 2021, le cinquième album studio Your Time to Shine sort chez Relapse Records.

## Style musical
La musique jouée par Monolord est décrite comme « ultra-heavy stoner et sludge » avec un chant clair qui rappelle celui d'Ozzy Osbourne, le chant étant accompagné de manière marquante d'un effet d'écho. Pour une comparaison classante, il est fait référence à Electric Wizard.

## Discographie
- 2014 : Empress Rising (album, Easy Rider Records)
- 2015 : Fairies Wear Boots (EP, RidingEasy Records)
- 2015 : Vænir (album, RidingEasy Records)
- 2016 : Lord of Suffering/Die in Haze (single, RidingEasy Records)
- 2017 : Rust (album, RidingEasy Records)
- 2019 : No Comfort  (album, Relapse Records)
- 2021 : I′m Staying Home (single, Relapse Records)
- 2021 : Your Time to Shine (album, Relapse Records)